# Astyanacinus
 Astyanacinus  ist eine Süßwasserfischgattung aus der Salmlerfamilie Acestrorhamphidae. Astyanacinus-Arten kommen vom Einzugsgebiet des oberen Río Paraguay über das des oberen Rio Madeira bis zum Río Magdalena in Kolumbien vor.

## Merkmale
Astyanacinus-Arten werden 8 bis 14 cm lang und haben einen seitlich abgeflachten, mäßig hochrückigen Körper, ähnlich wie die Gattung Astyanax. Astyanacinus kann vor allem anhand der Zeichnung von anderen Salmlergattungen unterschieden werden. Charakteristisch sind ein dunkler "Schulterfleck", eine mittig liegender Seitenstrich, der aus einzelnen winkeligen Elementen besteht und ein horizontal liegender, ovaler Fleck auf dem Schwanzstiel, der sich bis auf die mittleren Flossenstrahlen der Schwanzflosse erstreckt. Ein weiteres diagnostisches Merkmal der Gattung ist die lange, von 25 bis 36 verzweigten Flossenstrahlen gestützte Afterflosse.

## Arten
- Astyanacinus moorii (Boulenger, 1892)
- Astyanacinus multidens Pearson, 1924
- Astyanacinus yariguies Torres-Mejia, Hernández & Senechal, 2012